# Thecla deliciae
Thecla deliciae är en fjärilsart som beskrevs av Druce 1907. Thecla deliciae ingår i släktet Thecla och familjen juvelvingar. Inga underarter finns listade i Catalogue of Life.